# A Prince of Bavaria
A Prince of Bavaria è un cortometraggio muto del 1914 diretto da Frank Lloyd. Prodotto dalla Rex Motion Picture Company e distribuito dalla Universal Film Manufacturing Company nel settembre 1914, il film aveva come interpreti Herbert Rawlinson, Anna Little, lo stesso regista nei panni del valletto, William Worthington, Helen Wright, Laura Oakley e Beatrice Van.

## Trama
Lasciata l'Europa per gli Stati Uniti, il principe di Bavaria (Baviera) è accompagnato nel suo viaggio solo dal suo valletto. Arrivando in America, scopre che la signora Asterholt, nipote del suo ministro, ha tutta l'intenzione di farlo diventare suo genero, facendogli sposare la figlia Gay. Per giocarle un tiro, dato che la signora non lo ha mai visto prima, il principe scambia i propri abiti con quelli del valletto facendolo così passare per lui. Un'altra che ha deciso di diventare sua suocera è anche la signora Carson, moglie di un magnate delle ferrovie e madre della graziosa Caroline. Il marito, pur non approvando le ambizioni della moglie, ne sopporta stoicamente le velleità.

Ottenuto un invito al gran ballo dato dalla signora Asterholt per la presentazione del principe, la signora Carson si dà subito da fare per invitare l'alto personaggio a casa sua, ignorando che quello è solo il valletto. Il vero principe, dal canto suo, dopo avere visto Caroline, ordina al valletto di accettare l'invito.

Dai Carson, il principe-valletto viene ricevuto con tutti gli onori, mentre il suo padrone è libero di andarsi a fare un giretto. In riva al mare, soccorre proprio Caroline, che si trova in pericolo. Tra i due scocca la scintilla, ma la signora Carson non si ritiene neanche in dovere di ringraziare quel domestico per averle salvata la figlia, mentre il signor Carson gli è molto grato. Il principe ordina adesso al valletto di chiedere la mano di Caroline la quale, però, con suo grande sollievo, respinge la proposta e, mentre il suo falso pretendente se ne va, resta invece insieme a lui, tra le sue braccia.

Arriva la signora Asterholt con un telegramma appena giunto dall'Europa per il principe che lei consegna naturalmente al valletto. Questi corre subito dal suo padrone: sta per scoppiare la guerra e, quanto prima, è richiesta la sua presenza. Il vero principe non può fare altro che rivelare a tutti la sua vera identità: la signora Asterholt crolla, mentre la signora Carson è trionfante quando il principe prende tra le braccia la sua Caroline.

## Produzione
Il film fu prodotto dalla Rex Motion Picture Company.

## Distribuzione
Distribuito dalla Universal Film Manufacturing Company, il film uscì nelle sale statunitensi il 20 settembre 1914.